# Gregor Fisken

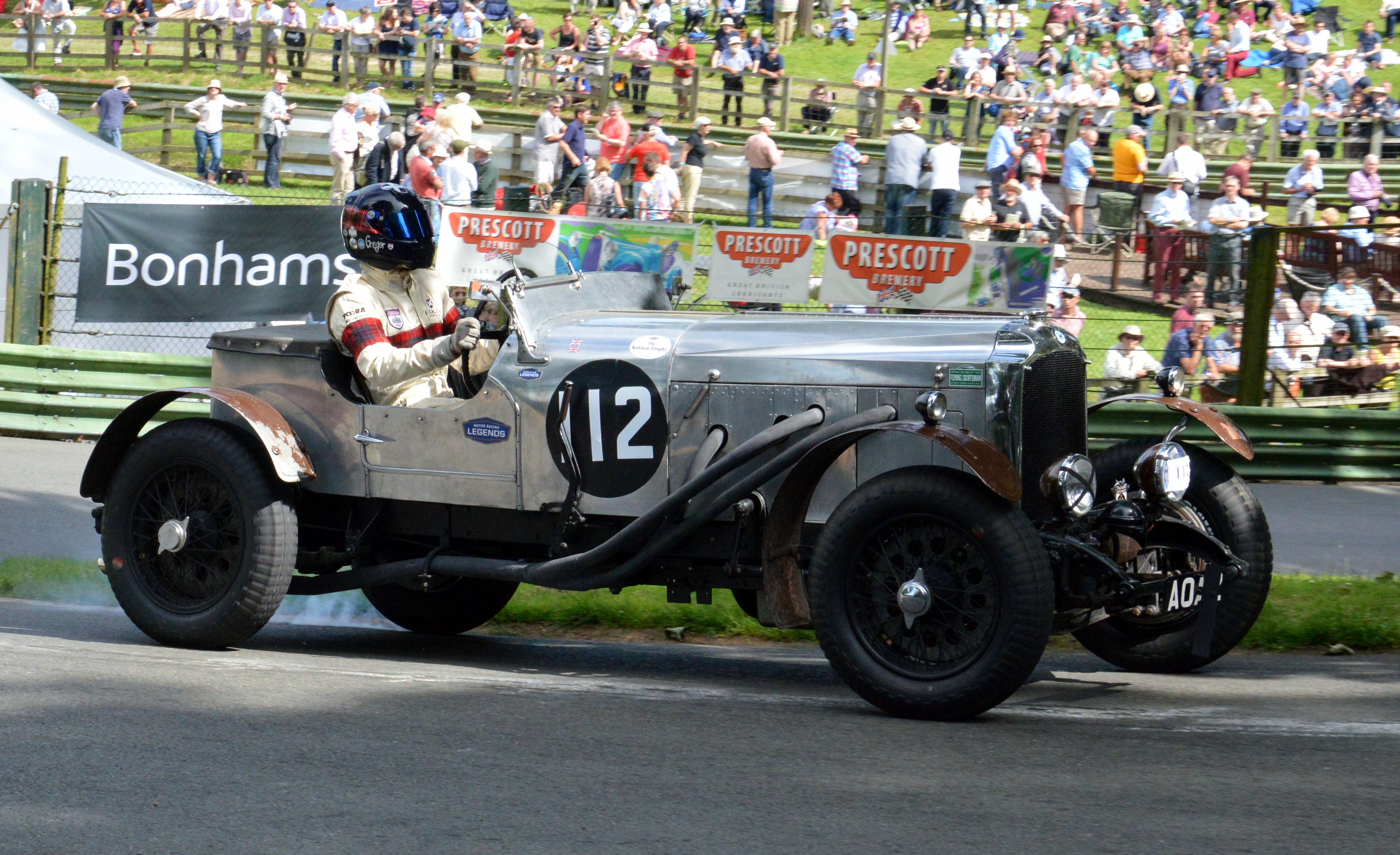
Gregor Fisken im Vauxhall 30-98 2015 in Prescott

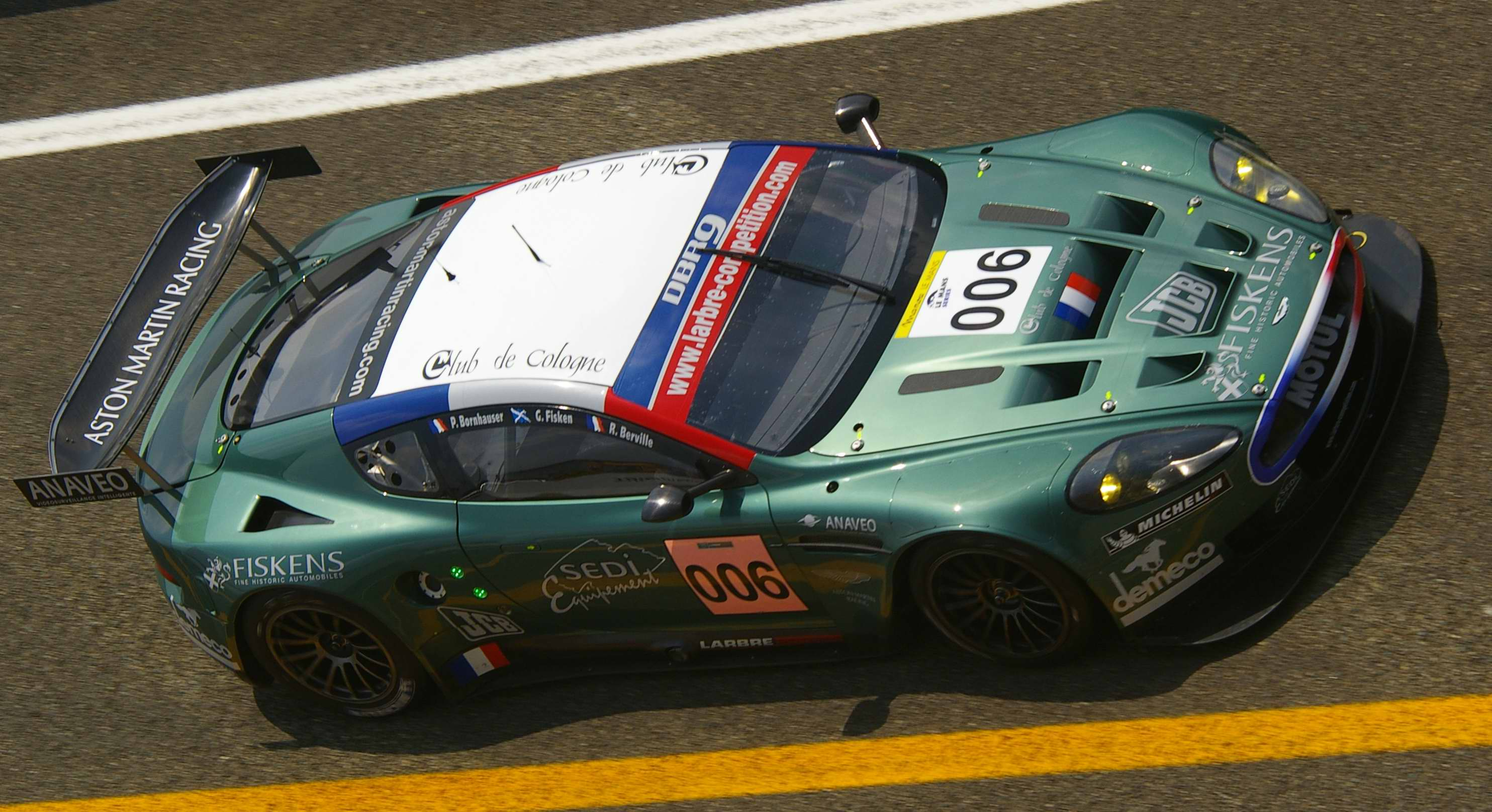
Der Aston Martin DBR9 von Roland Bervillé, Patrick Bornhauser und Gregor Fisken beim 24-Stunden-Rennen von Le Mans 2007

Gregor Callander Fisken (* 28. September 1964 in Forfar) ist ein britischer Unternehmer und ehemaliger Autorennfahrer.

## Unternehmer
Gregor Fisken machte eine Ausbildung zum Mechaniker und arbeitete in den frühen 1980er-Jahren bei Bunty Scott-Moncrieff, einem bekannten schottischen Restaurator und Händler von vor dem Zweiten Weltkrieg gebauten Automobilen. In den späten 1980er-Jahren arbeitete er im Vertrieb eines Händlers für historische Fahrzeuge und gründete 1996 sein eigenes Unternehmen. Fiskens, ansässig im Londoner Stadtteil Kensington, vertreibt exklusive und sehr teure Automobile und Rennfahrzeuge.

## Karriere als Rennfahrer
Gregor Fisken war zwischen 1998 und 2013 als professioneller Rennfahrer aktiv. Er begann seine Karriere in der britischen GT-Meisterschaft und bestritt ab 2000 vor allem internationale Sportwagenrennen wie das 24-Stunden-Rennen von Daytona, das 12-Stunden-Rennen von Sebring und das 24-Stunden-Rennen von Le Mans. 2006 und 2007 waren die zwei intensivsten Saisons im Sportwagensport. 2006 war er Mitglied in der Rennmannschaft von Courage und wurde gemeinsam mit Jean-Marc Gounon und Alexander Frei Gesamtfünfter beim 1000-km-Rennen von Donington. Im folgenden Jahr fuhr er den Aston Martin DBR9 von Larbre Compétition in der European Le Mans Series. Bestes Saisonergebnis war der sechste Rang bei der Mil Milhas Brasileiras.
Viermal bestritt der das 24-Stunden-Rennen von Le Mans. 2004 gab er sein Debüt und erreichte mit dem 18. Endrang auch sein bestes Ergebnis bei diesem 24-Stunden-Rennen. Diese Platzierung erreichte er 2004 auch in Sebring.
Bereits während seiner Zeit als professioneller Rennfahrer, die bis zum Ablauf der Saison 2013 dauerte, ging Fisken bei Rennen mit historischen Rennfahrzeugen an den Start und ist in dieser Form des Motorsports nach wie vor aktiv.

## Statistik

### Le-Mans-Ergebnisse
| Jahr | Team                       | Fahrzeug            | Teamkollege       | Teamkollege        | Platzierung | Ausfallgrund |
| ---- | -------------------------- | ------------------- | ----------------- | ------------------ | ----------- | ------------ |
| 2004 | The Racer’s Group          | Porsche 911 GT3 RSR | Lars-Erik Nielsen | Ian Donaldson      | Rang 18     |              |
| 2005 | Intersport Racing          | Lola B05/40         | Liz Halliday      | Sam Hancock        | Ausfall     | Defekt       |
| 2006 | Courage Compétition        | Courage LC70        | Alexander Frei    | Sam Hancock        | Ausfall     | Motorschaden |
| 2007 | Aston Martin Racing Larbre | Aston Martin DBR9   | Roland Bervillé   | Patrick Bornhauser | Rang 29     |              |

### Sebring-Ergebnisse
| Jahr | Team                              | Fahrzeug            | Teamkollege   | Teamkollege    | Platzierung | Ausfallgrund    |
| ---- | --------------------------------- | ------------------- | ------------- | -------------- | ----------- | --------------- |
| 2003 | P.K. Sport                        | Porsche 911 GT3-R   | Ian Donaldson | Bart Hayden    | Rang 29     |                 |
| 2004 | New Century Mortgage Racers Group | Porsche 911 GT3-RSR | Ian Donaldson | Piers Masarati | Rang 18     |                 |
| 2005 | Telessis Intersport Racing        | Lola B05/40         | Jon Field     | Duncan Dayton  | Ausfall     | Getriebeschaden |
| 2006 | Highcroft Racing                  | MG-Lola EX257       | Rick Knoop    | Duncan Dayton  | Ausfall     | Mechanik        |